# 2017年足球
本條目記錄了2017年世界各地足球的賽事紀錄。舉行的重大賽事包含2017年洲際國家盃等賽事。

## 賽程

### 男子國家隊
- 6月17至7月2日: 2017年洲際國家盃， 俄羅斯
  - :  德国
  - :  智利
  - :  葡萄牙
  - 4th:  墨西哥

## 新聞
- 2月3日 – CAS駁回了全北現代汽車的參加2017年亞足聯冠軍聯賽的要求[1]

## 著名退役球員
- 卡卡
- 罗西基
- 林柏特
- 沙比·阿朗素
- 華迪斯
- 拉姆
- 托蒂
- 皮尔洛
- 库伊特